# 이반 코스토프

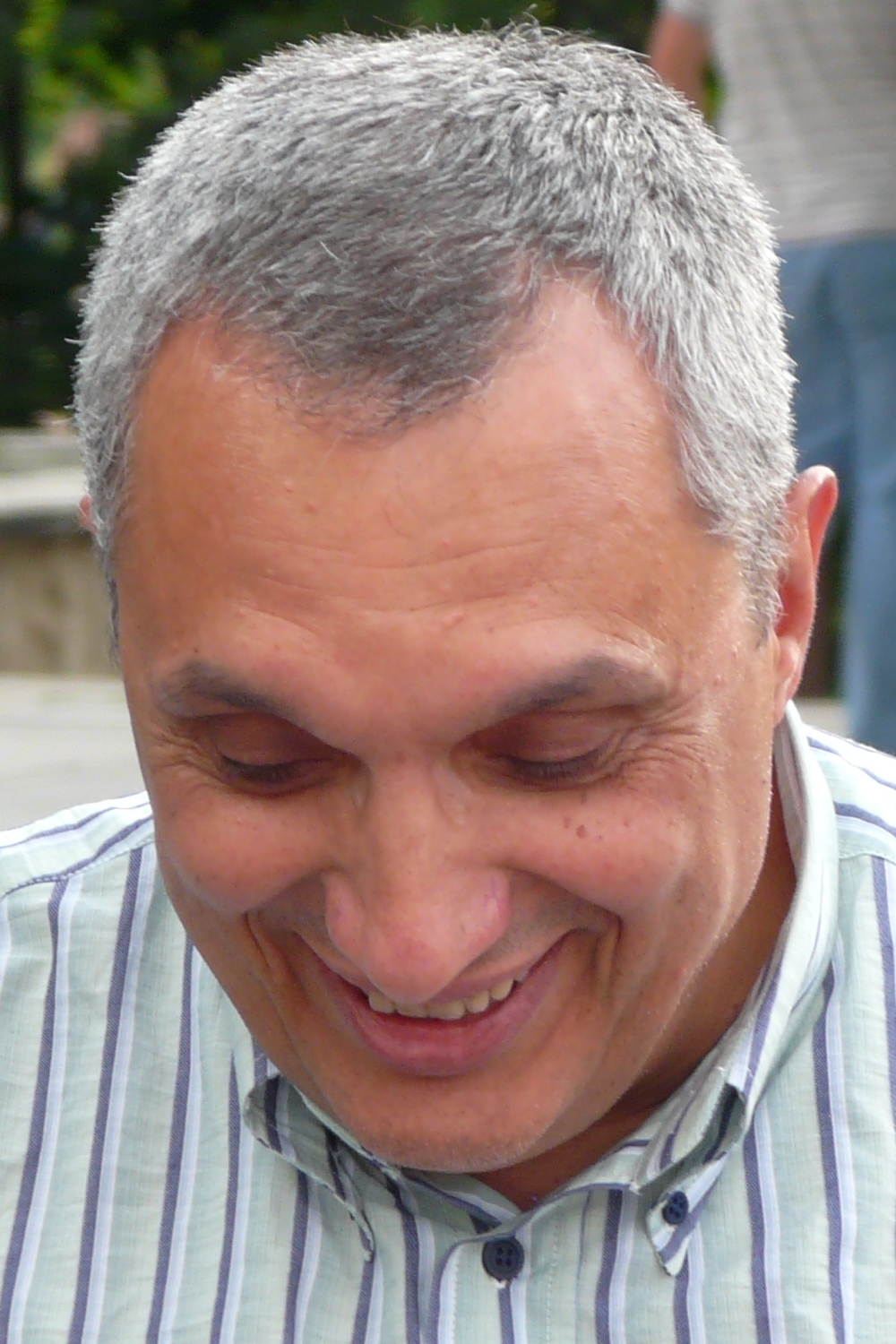
이반 코스토프

이반 요르다노프 코스토프(불가리아어: Иван Йорданов Костов, 1949년 12월 23일 ~ )는 불가리아의 정치인이다. 1997년부터 2001년까지 불가리아의 총리를 지냈으며 1994년부터 2001년까지 민주세력동맹(UDF)의 지도자 자리에 있었다. 현재 2004년에 설립된 불가리아 민주당(DSB)의 총재를 맡고 있다.